# Wendy Houvenaghel
Wendy Louise Houvenaghel, geb. McLean, (* 27. November  1974 in Magherafelt, Ulster) ist eine ehemalige britische Radrennfahrerin und dreifache Weltmeisterin mit Erfolgen auf Bahn und Straße.

## Sportliche Karriere
2002, erst im Alter von 28 Jahren, begann Wendy Houvenaghel ernsthaft Leistungs-Radsport zu betreiben. In den folgenden Jahren errang sie nationale Titel und Weltcup-Platzierungen auf Bahn und Straße.
2008 wurde Houvenaghel in Manchester erstmals Weltmeisterin, in der Mannschaftsverfolgung (mit Rebecca Romero und Joanna Rowsell). Bei den Bahn-Weltmeisterschaften 2009 in Pruszków errang sie ihren zweiten Titel mit der Mannschaft (mit Elizabeth Armitstead und Rowsell), in der Einerverfolgung wurde sie Vize-Weltmeisterin. Am 13. September 2009 gewann sie das Einzelzeitfahren Chrono Champenois – Trophée Européen in Bétheny.
Bei den Olympischen Spielen 2008 in Peking errang Wendy Houvenaghel eine Silbermedaille in der Einerverfolgung hinter ihrer Team-Kollegin Rebecca Romero. Zwei Jahre später wurde sie bei den Commonwealth Games 2010 Zweite in der Einerverfolgung. Im November 2010 wurde sie gemeinsam mit Katie Colclough und Laura Trott Europameisterin in der Mannschaftsverfolgung. Bei den UCI-Bahn-Weltmeisterschaften 2011 wurde sie erneut Weltmeisterin in der Mannschaftsverfolgung, gemeinsam mit Laura Trott und Danielle King, im Jahr darauf wurde sie in Melbourne Vize-Weltmeisterin in der Einerverfolgung.
2012 wurde Houvenaghel britische Meisterin im Zeitfahren und gewann das Rennen Chrono Champenois – Trophée Européen ein weiteres Mal. Bei den UCI-Bahn-Weltmeisterschaften 2012 belegte sie Rang zwei in der Einerverfolgung. Trotz dieser guten Ergebnisse wurde sie nicht für die Olympischen Sommerspiele 2012 in London nominiert, und sie beendete ihr Radsportlaufbahn.

## Berufliches und Privates
Schon während ihrer Schulzeit war Wendy Houvenaghel sehr sportlich, sie betrieb Hockey, Langlauf und Reiten (aber keinen Radsport). Nach dem Abitur begann sie ein Studium der Zahnmedizin an der Universität von Dundee; in dieser Zeit lernte sie auch ihren Mann kennen. Anschließend war sie als Zahnärztin bei der Royal Air Force tätig. Ab 2004 arbeitete sie nur noch Teilzeit, um sich zunehmend auf den Radsport zu konzentrieren.

## Erfolge

### Bahn
2005
- Britische Meisterin – Einerverfolgung

2006
- Bahnrad-Weltcup in Sydney – Einerverfolgung
- Bahnrad-Weltcup in Moskau – Einerverfolgung

2007
- Bahnrad-Weltcup in Manchester – Einerverfolgung
- Britische Meisterin – Einerverfolgung

2008
- Olympische Sommerspiele – Einerverfolgung
- Weltmeisterin – Mannschaftsverfolgung (mit Joanna Rowsell und Rebecca Romero)
- Bahnrad-Weltcup in Manchester – Einerverfolgung

2009
- Weltmeisterin – Mannschaftsverfolgung (mit Elizabeth Armitstead und Joanna Rowsell)
- Weltmeisterschaft – Einerverfolgung
- Bahnrad-Weltcup in Manchester – Mannschaftsverfolgung (mit Elizabeth Armitstead und Joanna Rowsell)
- Bahnrad-Weltcup in Melbourne – Einerverfolgung

2010
- Weltmeisterschaft – Einerverfolgung, Mannschaftsverfolgung (mit Elizabeth Armitstead und Joanna Rowsell)
- Commonwealth Games – Einerverfolgung
- Europameisterin – Mannschaftsverfolgung (mit Katie Colclough und Laura Trott)
- Britische Meisterin – Einerverfolgung

2011
- Weltmeisterin – Mannschaftsverfolgung (mit Danielle King und Laura Trott)
- Bahnrad-Weltcup in Manchester – Mannschaftsverfolgung (mit Joanna Rowsell und Sarah Storey)
- Bahnrad-Weltcup in Cali – Mannschaftsverfolgung (mit Sarah Bailey und Laura Trott)
- 2012
- Weltmeisterschaft – Einerverfolgung

### Straße
2007
- Britische Meisterin – Einzelzeitfahren

2009
- Chrono Champenois – Trophée Européen

2011
- Britische Meisterin – Einzelzeitfahren

2012
- Chrono Champenois – Trophée Européen